# Taylor Momsen
Taylor Momsen (St. Louis, Missouri, 26. srpnja 1993.) je američka glumica i pjevačica. Najpoznatija je po ulozi Jenny Humphrey u teen seriji Tračerica kao i filmu "Kako je Grinch ukrao Božić".